# Du darfst

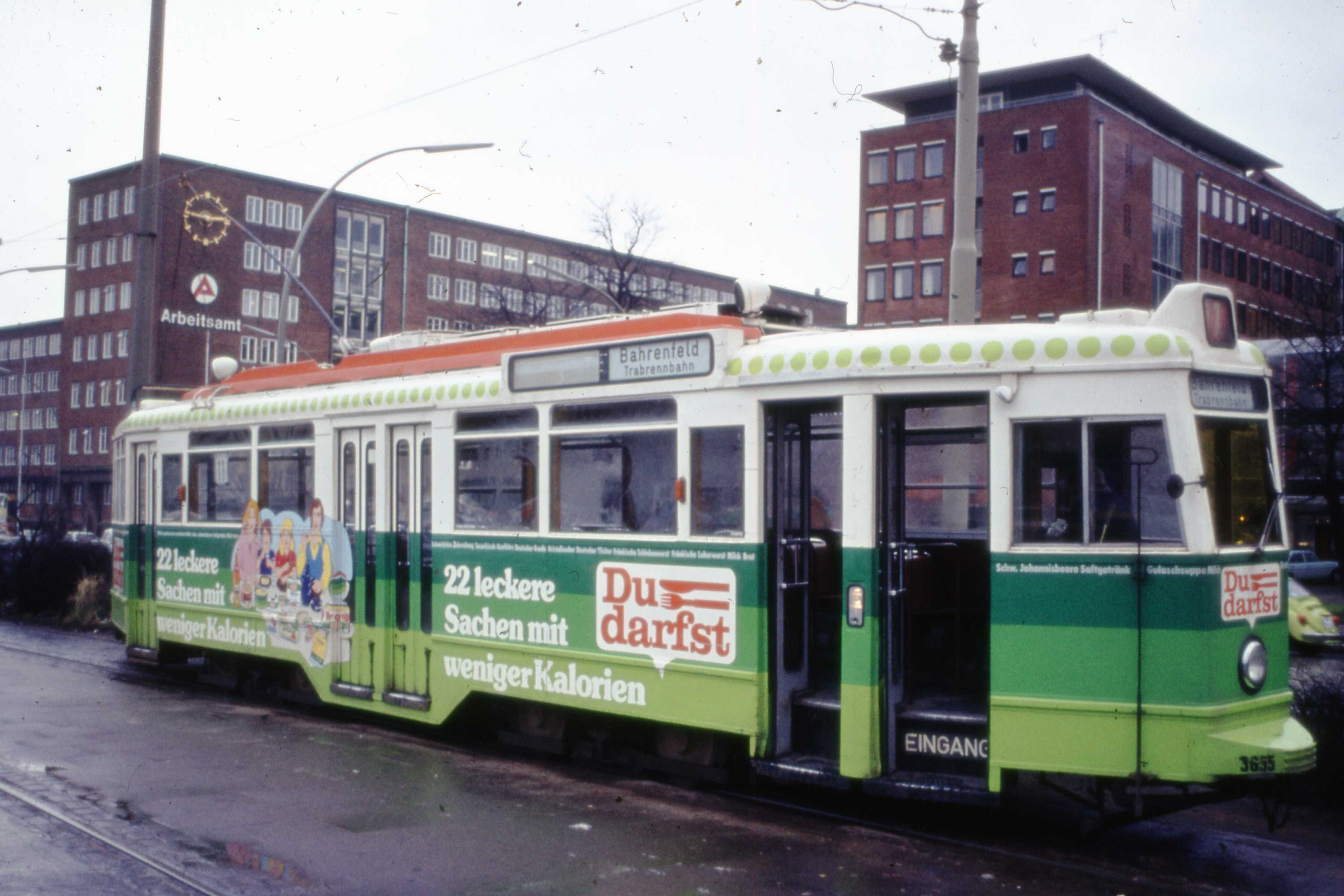
Hamburger Straßenbahn als Werbeträger für Du darfst in den 1970er Jahren

Du darfst ist eine Marke der Upfield Holdings, die aus dem niederländisch-britischen Unilever-Konzern hervorging. Unter dem Markennamen werden seit 1973 im deutschsprachigen Raum fett- und/oder zuckerreduzierte Nahrungsmittel mit daher geringerem physiologischem Brennwert vermarktet.

## Geschichte
Ab 1973 wurde unter dem Namen Du darfst zunächst fettreduzierte Margarine angeboten, ab 1975 auch Käse, 1976 Konfitüre mit weniger Zucker und später und bis heute zahlreiche weitere Produkte. Im Jahr 2020 sind rund 80 Produkte aus sieben Kategorien im Angebot. Dazu zählen beispielsweise auch Wurst, Salate und Fertigmenüs. Die Produkte der Marke lässt Unilever von Lizenznehmern wie Bell Deutschland, Wingert Foods und Popp Feinkost herstellen.
Die Marke richtet sich seit ihrer Einführung vor allem an jüngere Frauen, die eine schlanke Figur behalten oder bekommen wollen.
Ein Werbeslogan der Marke lautet seit Jahrzehnten „Ich will so bleiben wie ich bin“. In den 1980er und 1990er Jahren waren verschiedene Werbespots mit der gesungenen Aussage „Ich will so bleiben, wie ich bin, Du darfst, will so bleiben wie ich bin, Du darfst“ nach der Melodie des Italo-Dance-Hits Dolce Vita von Ryan Paris in Fernsehen und Radio allgegenwärtig.
In den 2000er Jahren wurde mit dem Slogan „Wer ist eigentlich Paul?“ eine neue Vermarktungsstrategie gefahren, die eine Abkehr von vermeintlich existierenden männlichen Erwartungsmustern an Frauen suggerieren sollte. Seit 2009 haben die Produkte ein neues Design, das von einem fünfblättrigen Kleeblatt dominiert ist. Seit 2012 verbreitet die Marke unter dem Slogan „Diät ohne mich“ die Botschaft, Du-darfst-Produkte seien von dem vielfach mit Hunger, Stress und Zwang assoziierten Begriff der Diät abzugrenzen und stünden stattdessen für eine genussvolle, ausgewogene Ernährung.

## Kontroversen
Im Jahr 2012 untersagte das Landgericht Hamburg die Ausstrahlung eines Du-darfst-Werbespots mit der Begründung, dass die Werbung irreführend sei. Die Richter gaben damit einer Klage des Bundesverbandes der Verbraucherzentralen recht und stellten in ihrer Urteilsbegründung fest, die Werbung suggeriere, dass man von „Du darfst“-Produkten so viel essen könne, wie man wolle, ohne an Gewicht zuzulegen. Tatsächlich enthielten aber auch viele energiereduzierte Lebensmittel eine so hohe Energiedichte, dass ein „unbeschwerter“ Genuss ohne Gewichtszunahme nicht möglich sei.
Ebenfalls im Jahr 2012 musste Unilever seinen neuen Du-darfst-Werbeslogan „fuck the diet“ zurückziehen. Neben teils begeisterten Reaktionen erntete der Konzern harsche Kritik aus Bevölkerung und Institutionen. Die Gesellschaft für deutsche Sprache bezeichnete den Slogan als „eine grobe Unverschämtheit, die da auf die Sprachgemeinschaft losgelassen wird“. Der Konzern reagierte und ersetzte den Slogan durch das neue Motto „Diät ohne mich“.